# Staying a Life
Staying a Life è un album dal vivo del gruppo musicale heavy metal tedesco Accept, pubblicato nel 1990. È stato registrato nel 1985 a Osaka, in Giappone.

## Tracce

### European Edition

#### Disco 1
1. "Metal Heart"
2. "Breaker"
3. "Screaming for a Love-Bite"
4. "Up to the Limit"
5. "Living for Tonight"
6. "Princess of the Dawn"
7. "Neon Nights"
8. "Burning"

#### Disco 2
1. "Head over Heels"
2. "Guitar Solo Wolf"
3. "Restless and Wild"
4. "Son of a Bitch"
5. "London Leatherboys"
6. "Love Child"
7. "Flash Rockin' man"
8. "Dogs on Leads"
9. "Fast as a Shark"
10. "Balls to the Wall"
11. "Outro (Bound to Fail)"

### US Edition
1. "Metal Heart"
2. "Breaker"
3. "Screaming for a Love-Bite"
4. "Up to the Limit"
5. "Living for Tonight"
6. "Princess of the Dawn"
7. "Guitar Solo Wolf"
8. "Restless and Wild"
9. "Son of a Bitch"
10. "London Leatherboys"
11. "Love Child"
12. "Flash Rockin' man"
13. "Dogs on Leads"
14. "Fast as a Shark"
15. "Balls to the Wall"

## Video
Nello stesso anno è stato pubblicato anche nel formato video e, poi, inserito nel DVD Metal Blast from the Past (2002).

### VHS
1. "Metal Heart"
2. "Breaker"
3. "I´m A Rebel" (Videoclip)
4. "Screaming for a Love-Bite"
5. "Up to the Limit"
6. "Living for Tonight"
7. "Princess of the Dawn"
8. "Midnight Mover" (Videoclip)
9. "Restless and Wild"
10. "Son of a Bitch"
11. "Balls To The Wall" (Videoclip)
12. "London Leatherboys"
13. "Fast as a Shark"
14. "Balls to the Wall"
15. "Outro (Bound to Fail)"

### DVD
1. "Metal Heart"
2. "Breaker"
3. "Screaming for a Love-Bite"
4. "Up to the Limit"
5. "Living for Tonight"
6. "Princess of the Dawn"
7. "Restless and Wild"
8. "Son of a Bitch"
9. "London Leatherboys"
10. "Fast as a Shark"
11. "Balls to the Wall"
12. "Outro (Bound to Fail)"

## Formazione
- Udo Dirkschneider: voce
- Wolf Hoffmann: chitarra
- Jörg Fischer: chitarra
- Peter Baltes: basso
- Stefan Kaufmann: batteria